# Mohamed Belgherbi
 (février 2019).
Si vous disposez d'ouvrages ou d'articles de référence ou si vous connaissez des sites web de qualité traitant du thème abordé ici, merci de compléter l'article en donnant les références utiles à sa vérifiabilité et en les liant à la section « Notes et références ».
Mohamed Belgherbi est un footballeur international algérien né le 24 décembre 1972 à Chlef. Il évoluait au poste de milieu de terrain.
Il compte quatre sélections en équipe nationale en 2002.

## Biographie
Mohamed Belgherbi évolue en Division 1 avec les clubs du MC Alger, du RC Kouba, de la JS Kabylie, de l'ASO Chlef, et enfin du MC Oran. De 2001 à 2006, il joue une soixantaine de matchs en première division.
Il remporte le titre de champion d'Algérie lors de la saison 2003-2004 avec la JS Kabylie. 
Il reçoit quatre sélections en équipe d'Algérie lors de l'année 2002 : trois matchs amicaux, et une rencontre face à la Namibie rentrant dans le cadre des éliminatoires de la CAN 2004.

## Palmarès

### En club
- Champion d'Algérie en 2004 avec la JS Kabylie.
- Finaliste de la coupe d'Algérie en 2004 avec la JS Kabylie.
- Accession en Ligue 1 en 1994 avec l'ASO Chlef.
- Accession en Ligue 1 en 1998 et 2001 avec le RC Kouba.
- Accession en DNA (D3) en 1996 avec le SA Mohammadia.

## Statistiques

### Avec l'équipe d'Algérie
Le tableau suivant indique les rencontres de l'équipe d'Algérie dans lesquelles Mohamed Belgherbi a été sélectionné, du 14 mai 2002 jusqu'au 24 septembre 2002.